# Bienal Panamericana de Arquitectura de Quito

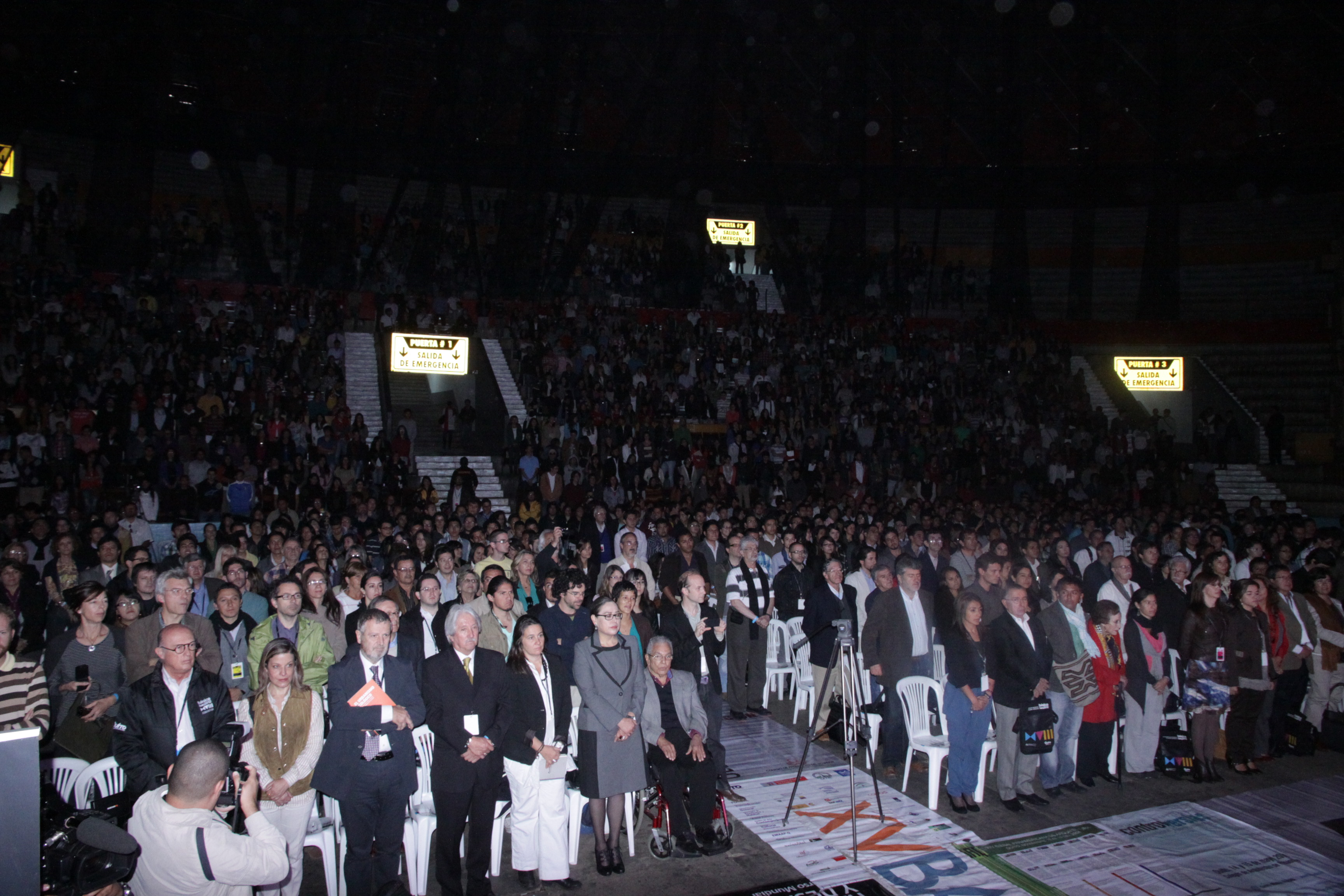
Inauguración de la XVIII Bienal Panamericana de Arquitectura de Quito, 2012

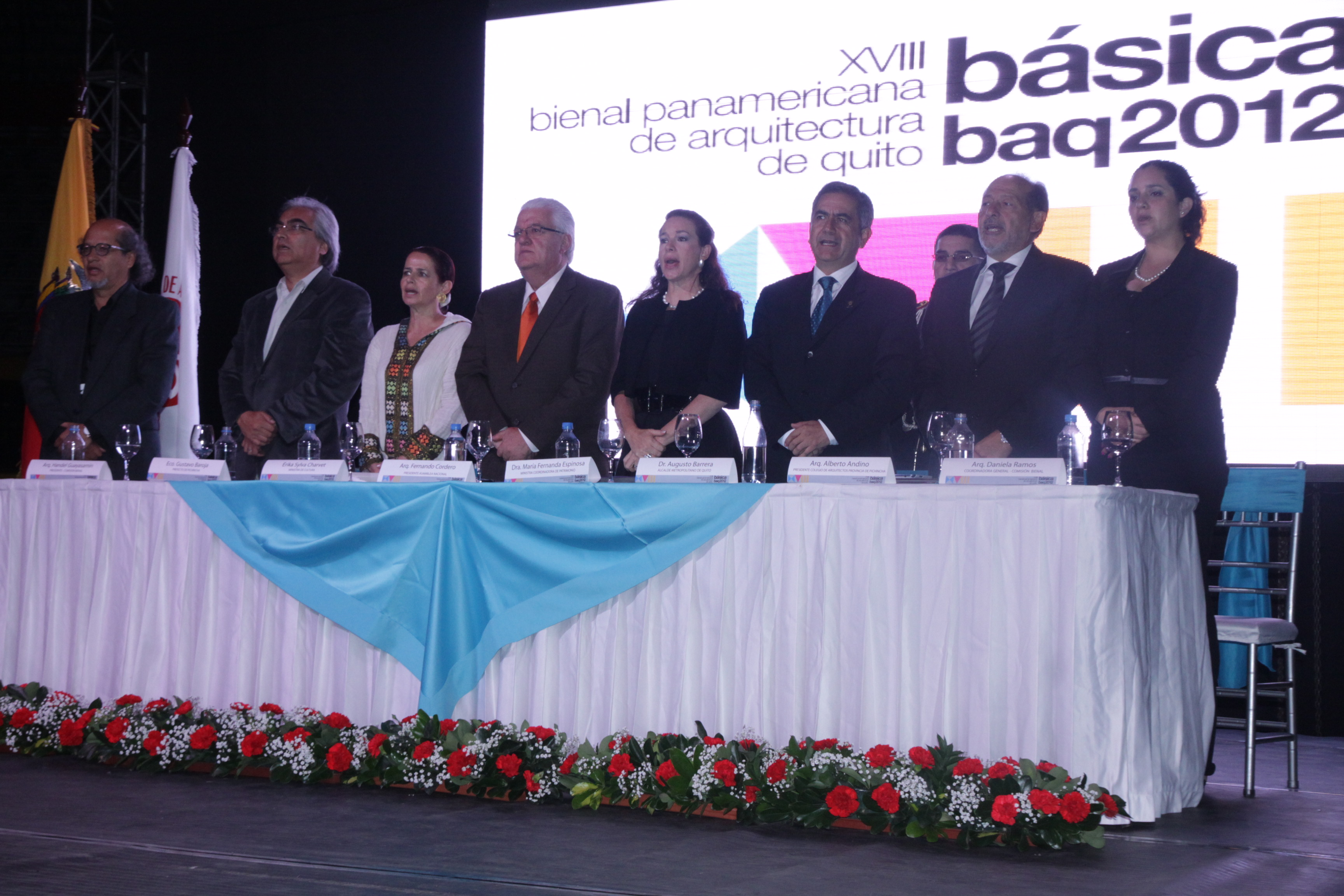
Inauguración de la XVIII Bienal Panamericana de Arquitectura de Quito, 2012

La Bienal Panamericana de Arquitectura de Quito, se celebró por primera vez en Quito, en 1978. El evento tiene el objetivo de exponer proyectos arquitectónicos, urbanos, publicaciones e investigaciones de todo el continente americano.

## Historia
Se inició en 1978 con el nombre de Bienal de Arquitectura de Quito. La primera comisión organizadora estuvo conformada por Luis Oleas, Rafael Vélez, Guido Díaz, Evelia Peralta, Rolando Moya, Rubén Moreira y Fernando Flores. En el año de 1994, en su novena edición cambió al nombre de Bienal Panamericana de Arquitectura de Quito. A lo largo de su historia, han participado más de 6000 obras realizadas en el continente americano. Han disertado más de 500 expositores. Entre los jurados que ha tenido el evento en sus distintas ediciones se encuentran relevantes arquitectos y diseñadores como Eladio Dieste, José Ignacio Díaz, Gui Bonsiepe, Marina Waisman, Roberto Segre, Jorge Glusberg, Fruto Vivas, Antonio Fernández Alba, Juvenal Baracco, Gloria Cabral, Jorge Goldemberg, Germán Samper, Eliana Cárdenas, Miguel Ángel Roca, Clorindo Testa, Susana Torre, Christine Van Sluys, Dicken Castro, Pedro Ramírez Vázquez, Mónica Moreira, Silvia Arango, Angela Perdomo, Antonia Lehmann, Solano Benítez, María Augusta Hermida, Mónica Bertolino, Juhanni Pallasmaa, Mauricio Rocha, Line Ramstad y Luis Longhi.
La Bienal es un evento reconocido a nivel nacional e internacional. En el año 2006, la XV Bienal recibió la condecoración al Mérito Académico Federico González Suárez, otorgada por el Municipio del Distrito Metropolitano de Quito. También fue distinguida como un “Evento académico que aporta al desarrollo arquitectónico, urbanístico y cultural de la República del Ecuador” en el pleno de la Asamblea Nacional en 2012.
La Federación Panamericana de Asociaciones de Arquitectos (FPAA) declaró a la XIX Bienal como "Evento Académico de Prestigio Continental, en el ámbito de la Arquitectura y el Urbanismo” por el trabajo desarrollado y el significativo nivel profesional alcanzado".
Es un evento que atrae a gran cantidad de público. En la edición de 2016 tuvo una asistencia de más de 2500 personas. Los medios especializados más importantes de la región le dedican una cobertura de prensa como así también recibe la atención de críticos relevantes.
La Junta de Andalucía, reconociendo la calidad de las exhibiciones, dispone de un archivo digital del evento con material de las obras ganadoras.

## Organización
Es un evento internacional ya que participan todos los países del Continente Americano, y otros países invitados. Cada país cuenta con un equipo de coordinadores que se encargan de la difusión de la Bienal en sus lugares de origen. 
La Bienal se desarrolla en tres ejes de acción: Concurso Bienal, Evento Académico y Eventos Culturales. En el primer eje se muestran obras arquitectónicas de todo el continente. En el Evento Académico se desarrollan charlas con profesionales de todo el mundo relacionadas con la temática que se plantea para esa edición. El tercer eje, Eventos Culturales consta de exposiciones, visitas guiadas al centro histórico de Quito y las Fiestas de Clausura.
Las categorías premiadas son:
- Diseño Arquitectónico[9]
- Diseño Urbano y Arquitectura del Paisaje[10]
- Hábitat social y Desarrollo[11]
- Rehabilitación y Reciclaje[12]
- Teoría, Historia y Crítica de la Arquitectura y el Urbanismo[13]
- Publicaciones Especializadas[14]

Adicionalmente se otorga la Medalla de Oro a estudiantes de los 2 últimos años de arquitectura de todas las facultades de Ecuador.

## Ediciones
- I Bienal: 23 de noviembre al 2 de diciembre de 1978.
- II Bienal: 21 de noviembre de 1980 al 28 de noviembre de 1980
- III Bienal: 14 de noviembre al 20 de noviembre de 1982
- IV Bienal, Lema: Arquitectura de culto. 4 de noviembre al 11 de noviembre de 1984
- V Bienal: 9 de noviembre al 16 de noviembre de 1986
- VI Bienal, Lema: Urbanismo y medio ambiente frente al siglo XXI. 21 de noviembre al 26 de noviembre de 1988
- VII Bienal, 19 de noviembre al 24 de noviembre de 1990
- VIII Bienal, 16 de noviembre al 21 de noviembre de 1992
- IX Bienal, 9 de noviembre al 14 de noviembre de 1994
- X Bienal, 11 de noviembre al 16 de noviembre de 1996
- XI Bienal, 16 de noviembre al 20 de noviembre de 1998
- XII Bienal, 13 de noviembre al 17 de noviembre de 2000
- XIII Bienal, 18 de noviembre al 22 de noviembre de 2002
- XIV Bienal, 15 de noviembre al 19 de noviembre de 2004
- XV Bienal, 13 de noviembre al 19 de noviembre de 2006
- XVI Bienal, 17 de noviembre al 21 de noviembre de 2008
- XVII Bienal, 17 de noviembre al 21 de noviembre de 2010
- XVIII Bienal,Lema: La arquitectura necesaria, la ciudad necesaria, 19 de noviembre al 23 de noviembre de 2012
- XIX Bienal, Lema: De la casa a la ciudad, de la ciudad a la casa, 17 de noviembre al 21 de noviembre de 2014
- XX Bienal, Lema: Aula útil. La buena práctica en la academia, 14 de noviembre al 18 de noviembre de 2016